# آرتورو چینی لودوئنا
آرتورو چینی لودوئنا (انگلیسی: Arturo Chini Ludueña; ۲۱ اکتبر ۱۹۰۴ – 1993) بازیکن فوتبال اهل آرژانتین بود.
از باشگاه‌هایی که در آن بازی کرده‌است می‌توان به باشگاه فوتبال آ.اس. رم، باشگاه ورزشی لاتزیو، و باشگاه فوتبال نیولز اولد بویز اشاره کرد.